# Kuala Baru Laut
Kuala Baru Laut is een bestuurslaag in het regentschap Aceh Singkil van de provincie Atjeh, Indonesië. Kuala Baru Laut telt 821 inwoners (volkstelling 2010).